# Sinum perspectivum
Sinum perspectivum is een slakkensoort uit de familie van de Naticidae. De wetenschappelijke naam van de soort is voor het eerst geldig gepubliceerd in 1831 door Say.